# Golovinomyces asperifoliorum
Golovinomyces asperifoliorum is een echte meeldauw die behoort tot de familie Erysiphaceae. Het komt voor op blad op Pulmonaria en Symphytum.

## Kenmerken
Conidioforen hebben een lengte van 80 tot 165 µm. Het onderste septum is de aanhecht met de moedercel.

## Verspreiding
Golovinomyces asperifoliorum komt voor in Europa, Noord-Amerika en sporadisch in Azië.